# Il pistolero dell'Ave Maria
Il pistolero dell'Ave Maria é um filme italiano do gênero western Spaghetti. O filme é baseado na lenda grega de Orestes, filho de Clitemnestra e Agamenon, que vinga o assassinato do pai, com a com a ajuda do amigo e ex-mentor Pílades, e a irmã Electra.

## Sinopse
Após voltar da guerra, o general mexicano Juan Carrasco é morto pelo amante de sua esposa Anna. um dos filhos da vítima, Sebastian, consegue fugir com sua babá, mas quinze anos mais tarde ele volta para a vingança, juntando forças com Rafael, seu amigo de infância. Anna e Tomas manda mata-los, mas seus empregados falham. Acontece que Anna não é a verdadeira mãe dos filhos do general morto.

## Elenco
- Leonard Mann – Sebastian Carrasco
- Luciana Paluzzi – Anna Carrasco
- Peter Martell – Rafael Garcia
- Alberto de Mendoza as Tomas
- Pilar Velázquez – Isabella Carrasco
- Piero Lulli – Francisco
- Luciano Rossi – Juanito
- José Suárez – General Juan Carrasco
- Barbara Nelly – Conchita
- Enzo Fiermonte – Friar
- José Manuel Martín – Miguel